# Erysimum linifolium
Erysimum linifolium é uma espécie de planta com flor pertencente à família Brassicaceae. 

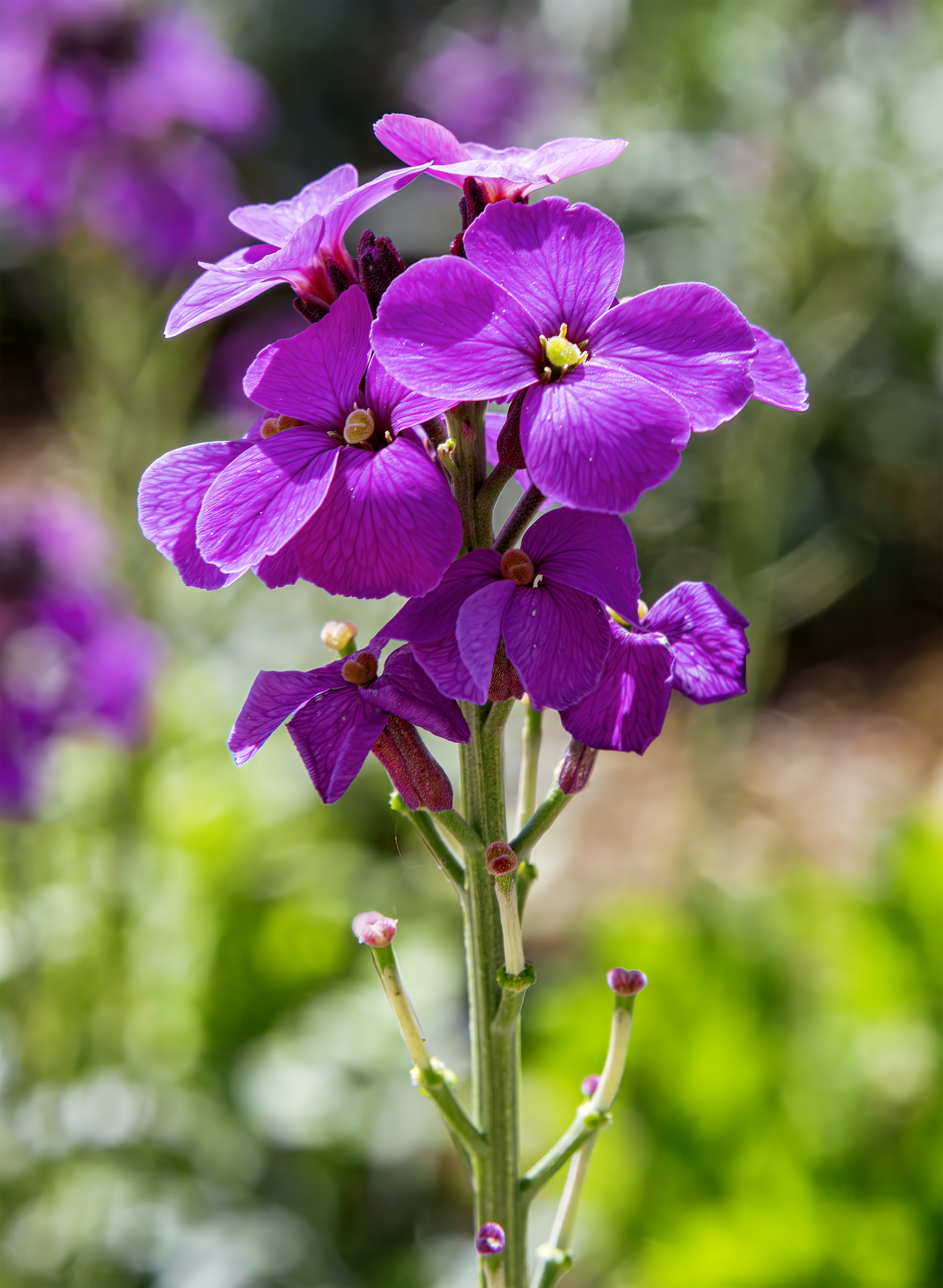
Erysimum linifolium inflorescência

A autoridade científica da espécie é (Pourr. ex Pers.) J.Gay, tendo sido publicada em Erysimorum quorumdam novorum diagnoses simulque Erysimi muralis descriptionem praemittit monographiam 3. 1842.

## Portugal
Trata-se de uma espécie presente no território português, nomeadamente em Portugal Continental.
Em termos de naturalidade é endémica da Península Ibérica.

## Protecção
Não se encontra protegida por legislação portuguesa ou da Comunidade Europeia.